# Devillina
La devillina es un mineral, sulfato de calcio y cobre, con hidroxilos e hidratado, descubierto en ejemplares procedentes de una mina no precisada de Cornualles, en Reino Unido. El nombre de devillina, propuesto por Félix Pisani,  es un homenaje al químico francés  Henri Etienne Sainte-Claire Deville (1818–1881).

## Propiedades físicas y químicas
La devillina es el análogo de calcio de la lauthentalita y de la campiglianita. Aparece en forma de agregados divergentes de cristales laminares o aciculares, muy finos, con exfoliación perfecta según {001}, y color entre verde esmeralda oscuro y azul verdoso, de un tamaño individual que puede alcanzar el centímetro, pero generalmente mucho menores. Es de aspecto muy semejante a la serpierita ya a la ortoserpierita.

## Yacimientos
La devillina es un mineral secundario formado por la alteración superficial de sulfuros de cobre, pudiendo aparecer también como producto de alteración en escombreras. Es relativamente frecuente, conociéndose en varios centeneres de localidades. Aparece asociada a otros minerales secuandariso, particularmente a langita, posnjakita y yeso. Los mejores ejemplares, formados por agregados de cristales hojosos, son probablemente los que proceden de la zona de Špania Dolina, en el distrito minero de Banská Bystrica (Eslovaquia). En España se han  encontrado ejemplares notables en la mina Casualidad, en Sierra Alhamilla, Pechina (Almería), así como en la mina Serrana Segunda, en Gallinero de Cameros (Rioja) y en la mina Berta, en San Cugat del Vallés (Barcelona).